# UCI America Tour 2020
Die UCI America Tour 2020 war die 16. Austragung einer Serie von Straßenradrennen auf dem amerikanischen Kontinent, die zwischen dem 23. Oktober 2019 und dem 1. November 2020 stattfand. Die UCI America Tour ist Teil der UCI Continental Circuits und liegt von ihrer Wertigkeit unterhalb der UCI ProSeries und der UCI WorldTour.
Die Rennserie umfasste 7 Etappenrennen, die in die UCI-Kategorien eingeteilt wurden. Aufgrund der Corona-Pandemie mussten mehrere Rennen abgesagt werden.
Die Gesamtwertung für Fahrer, Teams und Nationen basierte nicht auf den Ergebnissen der UCI America Tour Rennen, sondern auf den Punkten der UCI-Weltrangliste. In die Wertung kommen jedoch nur je Fahrer und Teams, die für einen nationalen Verband fahren, der auf dem amerikanischen Kontinent beheimatet ist. Folglich war es möglich die UCI America Tour zu gewinnen, ohne an einem ihrer Rennen teilgenommen zu haben. UCI WorldTeams waren von der Teamwertung ausgeschlossen, die sich aus den Ergebnissen der 10 besten Fahrer ergab. Für die Nationenwertung wurden die Ergebnisse der besten 8 Fahrer herangezogen.

## Rennen
Im Rahmen der UCI America Tour 2020 fanden 7 Rennen statt. Aufgrund der COVID-19-Pandemie mussten mehrere Rennen abgesagt werden. Betroffen waren auch die UCI ProSeries Rennen Tour of Utah (2.Pro) und Maryland Cycling Classic (1.Pro).
| Datum                          | Land | Rennen                          | Klasse | Sieger                 | Team                            |
| ------------------------------ | ---- | ------------------------------- | ------ | ---------------------- | ------------------------------- |
| 23. Oktober – 1. November 2019 | GUA  | Vuelta a Guatemala              | 2.2    | Manuel Rodas           |                                 |
| 16.–25. Dezember 2019          | CRC  | Vuelta Ciclista a Costa Rica    | 2.2    | Daniel Bonilla         | Scotiabank-Nestlé-Métrica-Giant |
| 12.–19. Januar 2020            | VEN  | Vuelta al Táchira               | 2.2    | Roniel Campos          | Deportivo Táchira               |
| 26. Januar – 2. Februar 2020   | ARG  | Vuelta a San Juan Internacional | 2.Pro  | Remco Evenepoel        | Deceuninck-Quick-Step           |
| 11.–16. Februar 2020           | COL  | Tour Colombia                   | 2.1    | Sergio Higuita         | EF Pro Cycling                  |
| 15. März 2020                  | CHI  | Gran Premio de la Patagonia     | 1.2    | José Tito Hernández    | Team Medellín                   |
| 23. Oktober – 1. November 2020 | GUA  | Vuelta a Guatemala              | 2.2    | Juan Mardoqueo Vásquez | Hino-One-La Red                 |

## Gesamtwertung
| Platz | Fahrer                 | Nation | Team              | Punkte |
| ----- | ---------------------- | ------ | ----------------- | ------ |
| 1.    | Richard Carapaz        | ECU    | Team Ineos        | 1406,5 |
| 2.    | Daniel Felipe Martínez | COL    | EF Pro Cycling    | 981,33 |
| 3.    | Miguel Ángel López     | COL    | Astana Pro Team   | 925    |
| 4.    | Michael Woods          | CAN    | EF Pro Cycling    | 920    |
| 5.    | Nairo Quintana         | COL    | Team Arkéa-Samsic | 865    |

| Platz | Team                         | Nation | Punkte |
| ----- | ---------------------------- | ------ | ------ |
| 1.    | Team Medellín                | COL    | 277    |
| 2.    | Rally Cycling                | USA    | 257    |
| 3.    | Canel’s Pro Cycling          | MEX    | 173    |
| 4.    | Hagens Berman Axeon          | USA    | 144    |
| 5.    | Elevate-Webiplex Pro Cycling | USA    | 135    |

| Platz | Nation             | Punkte  |
| ----- | ------------------ | ------- |
| 1.    | Kolumbien          | 3306,86 |
| 2.    | Ecuador            | 1702,71 |
| 3.    | Vereinigte Staaten | 1374,21 |
| 4.    | Kanada             | 1100,94 |
| 5.    | Panama             | 915     |